# Jacob Frederik Meyer
Jacob Frederik Meyer, född 6 december 1849 i Köpenhamn, död där 13 augusti 1905, var en dansk ingenjör. Han var bror till Emil Meyer.
Meyer avlade polyteknisk examen i ingenjörsämnena 1875 och anställdes samma år vid Köpenhamns stenläggnings- och vägväsende, där han därefter, med avbrott 1883–1884 som tillförordnad vatteninspektör i Köpenhamn, verkade till sin död. Han utnämndes den 1 december 1886 till chef för nämnda förvaltning och fick i denna befattning stort inflytande på den viktiga frågor i den växande staden, särskilt på det hygieniska området, sop- och latrinhämtning, kloakfrågan, särskilt vad gäller privata spillvattenledningar, men även vad gäller bland annat den ökade användningen av asfaltering och ordnandet av spårvägsförhållandena vid övergången till elektrisk drift. Han företog åtskilliga resor till utländska storstäder i syfte att studera förhållandena på dessa områden och presentera sina erfarenheter i flera tidskriftsartiklar och broschyrer. Han var även medlem av styrelsen för Selskabet for Sundhedspleje i Danmark samt av Arbejderbankens och mosaiska trossamfundets representantskap.